# Christian Haacke
Christian Haacke (* 12. Januar 1976 in Gehrden) ist ein deutscher Radio- und Fernsehmoderator sowie Synchron- und Werbesprecher.

## Karriere
Nach dem Abitur 1996 am Ludwig-Meyn-Gymnasium in Uetersen begann Haacke seine berufliche Laufbahn als Mitarbeiter der Uetersener Nachrichten und 1997 als Praktikant im damals noch existierenden R.SH-Regionalstudio Norderstedt. Er nahm an einem Nachwuchswettbewerb von delta radio in Kiel teil und erhielt anschließend seine erste eigene Show. Nach Jahren als Talk-DJ der Show „Wünsch Dir was“ wechselte er 2001 zu NBC GIGA nach Düsseldorf. Es folgten Engagements bei BRAVO TV, Premiere und DSF.
2001 ging er nach Rheinland-Pfalz und moderierte bei RPR 1 die Nachmittags-Show sowie zeitweise die Morning-Show. 2005 arbeitete er als stellvertretender Programmdirektor und Unterhaltungschef bei Energy München. 2006 wechselte er zu Antenne Niedersachsen, wo er zunächst die Nachmittags-Show und später die Morning-Show übernahm. Von April 2008 bis Mai 2010 moderierte er die Morning-Show „Haacke & Co.“ auf 94,3 RS2 in Berlin.
Von 2010 bis März 2023 moderierte Haacke beim Jugendsender N-JOY des NDR, ab 2011 moderierte er die Nachmittagsshow. In der Zeit von August 2012 bis April 2022 moderierte er diese zusammen mit Nina Zimmermann (N-JOY mit Nina und dem Haacke). Von April 2022 bis März 2023 hieß die Sendung wieder N-JOY mit dem Haacke. Seit Januar 2023 moderiert er eine Woche im Monat bei NDR1 Niedersachsen die Morgensendung Hellwach zusammen mit Verena Kortmann. Außerdem ist er regelmäßig bei NDR 2, NDR 1 Welle Nord, NDR Info und NDR Schlager zu hören.
Seit 2002 moderierte er in verschiedenen Stadien als Stadionsprecher in der 1. Fußball-Bundesliga, darunter beim 1. FC Kaiserslautern, VfL Wolfsburg und Hertha BSC. Er war für die FIFA bei der Fußball-Weltmeisterschaft 2006 als Stadionsprecher in Kaiserslautern im Einsatz.
Von 2011 bis 2017 moderierte er den Windsurfworldcup auf Sylt sowie 2016–2018 den Kitesurfworldcup auf Fehmarn, außerdem ist er seit 2015 die Stimme der Deutschen Beach-Hockey Meisterschaft in Timmendorfer Strand. Im Dezember 2022 moderierte er die Hallenhockey-Europameisterschaft in Hamburg. 2023 und 2024 moderierte er die 7er-Rugby-Europameisterschaft in Hamburg. Außerdem trat er regelmäßig als Außenreporter in der NDR-Sendung „Mein Nachmittag“ auf, bis die Sendung eingestellt wurde.
Haacke arbeitet außerdem als Werbe- und Synchronsprecher. Haacke ist mit der Journalistin und Autorin Christina Haacke verheiratet. Sie haben eine gemeinsame Tochter.